# Millsboro (Delaware)
Millsboro je gradić u američkoj saveznoj državi Delaware. Prema popisu stanovništva iz 2010. u njemu je živjelo 3.877 stanovnika.